# Kivalliq
Kivalliq (en inuktitut : ᑭᕙᓪᓕᖅ) est une région administrative du Nunavut au Canada. Le territoire de la région consiste en la portion du territoire principal du Canada situé à l'ouest de la baie d'Hudson et des îles Southampton et Coats. Le siège régional est la ville de Kangiqtiniq. La région a une population de 8 348 habitants.
Avant 1999, la région Kivalliq faisait partie de la région de Keewatin des Territoires du Nord-Ouest. Bien que le nom Kivalliq soit devenu officiel en 1999, Statistiques Canada a continué d'utiliser le nom de Keewatin (Nunavut) dans ses publications tels que les recensements. 

## Démographie
Selon le recensement de 2006 de Statistiques Canada, la région Kivalliq a une population de 8 348 habitants. La région couvrant une superficie de 445 109,37 km2 a donc une densité de 0,019 habitants au kilomètre carré. La population de 2006 correspond à une hausse démographique de 10,5 % par rapport à 2001.

### Communautés
- Arviat
- Baker Lake
- Chesterfield Inlet
- Coral Harbour
- Rankin Inlet
- Repulse Bay
- Whale Cove